# Hubble Extreme Deep Field

Hubble Extreme Deep Field

Lo Hubble eXtreme Deep Field (XDF) è un'immagine di una piccola parte di spazio al centro dello Hubble Ultra Deep Field nella costellazione della Fornace, che mostra la più profonda visione ottica nello spazio. È stata pubblicata il 25 settembre 2012, dopo aver necessitato di 10 anni per essere completata. L'immagine mostra galassie con età fino a 13,2 miliardi di anni. Le galassie dalla luce più debole hanno una luminosità di un decimiliardesimo della soglia di visibilità umana ad occhio nudo.
Le galassie rosse sono i resti di galassie dopo collisioni durante la loro vita. Molte delle galassie più piccole sono galassie molto giovani che infine diventeranno galassie maggiori, come la Via Lattea e altre galassie nelle vicinanze.

## eXtreme Deep Field

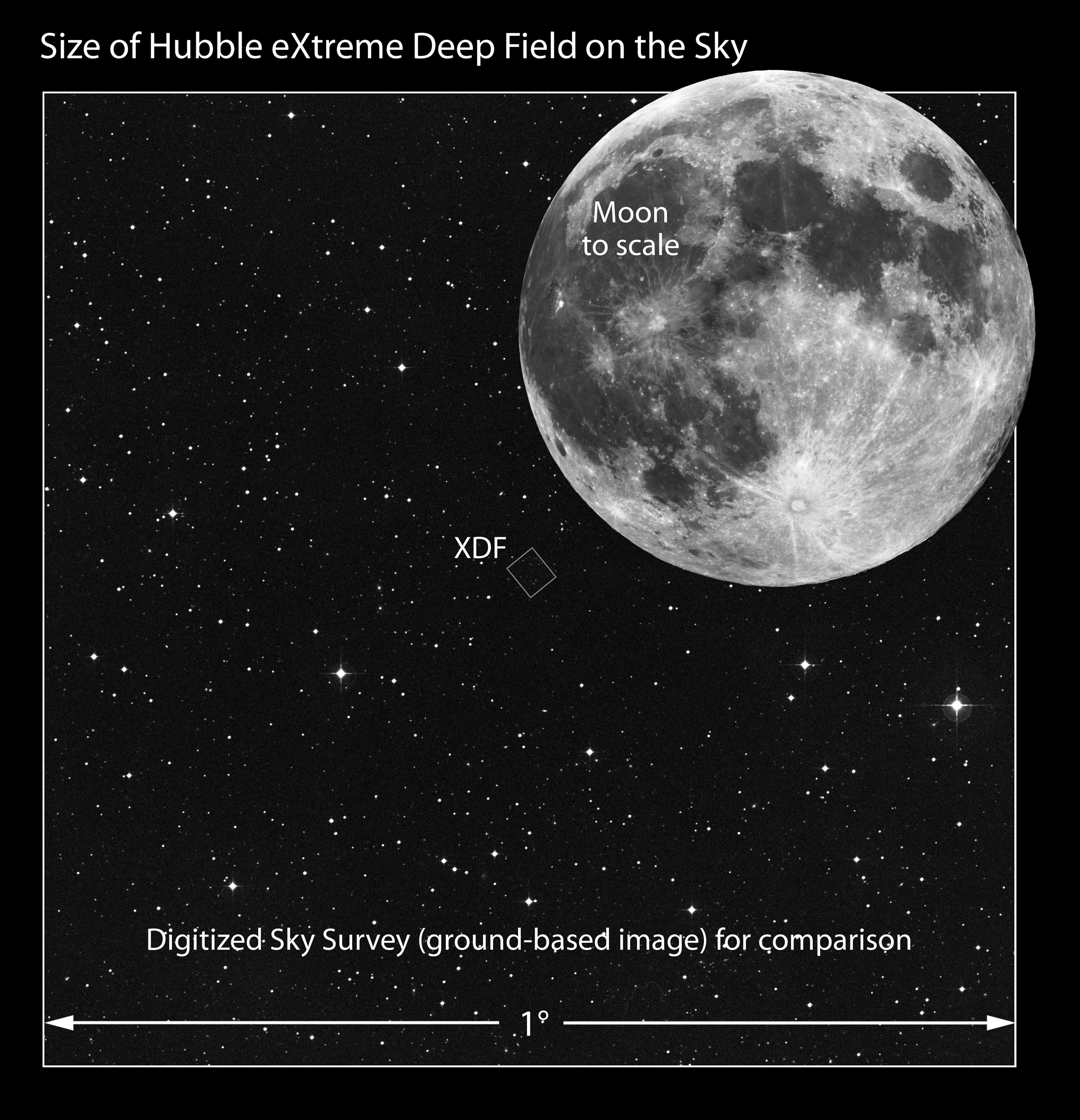
Dimensioni di XDF a confronto con la dimensione della Luna: in questa piccola area molte migliaia di galassie, ciascuna formata da miliardi di stelle.
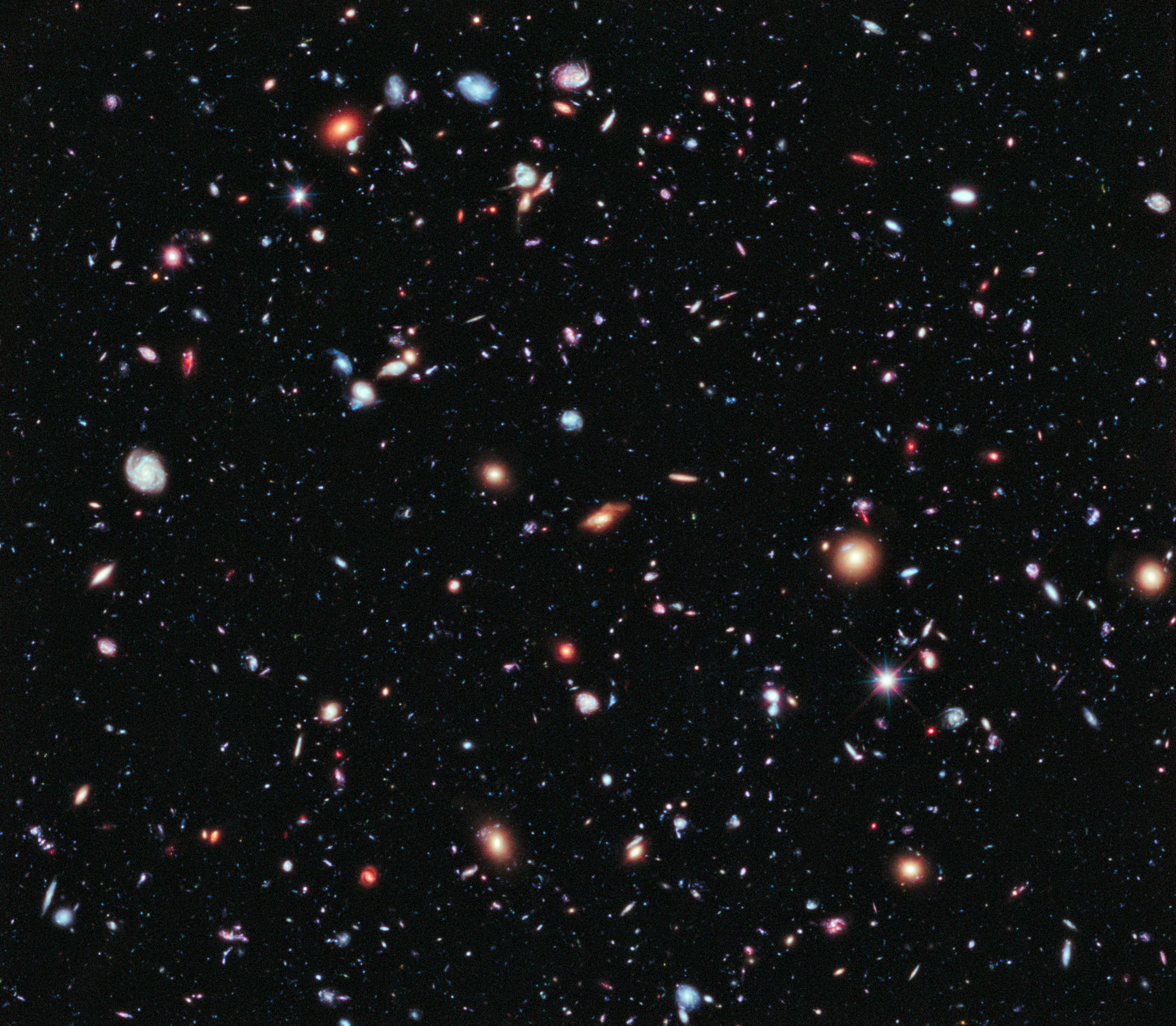
XDF (2012) view - ciascun punto luminoso è una galassia. Alcune di esse hanno più di 13,2 miliardi di anni[1] - Si stima che l'universo ne contenga 200 miliardi.
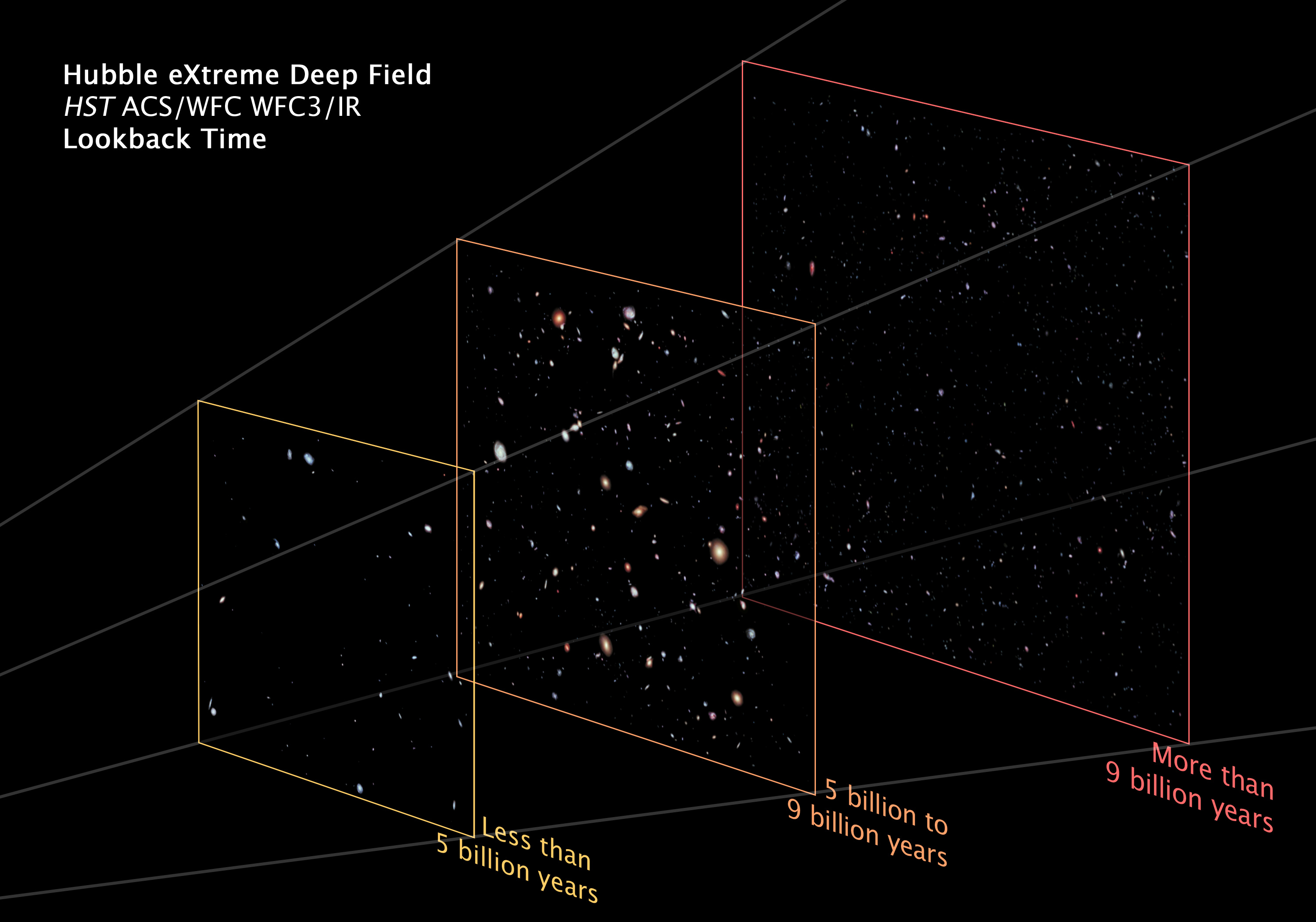
Immagine XDF che mostra le galassie più mature in primo piano, galassie vicine alla maturità tra 5 e 9 miliardi di anni fa, e le protogalassie di oltre 9 miliardi di anni fa.